# 電視廣播城
22°16′45″N 114°16′21″E / 22.27917°N 114.27250°E
電視廣播城（英語：TVB City），又稱將軍澳電視廣播城，為香港電視廣播有限公司（無綫電視）及旗下部份公司的總部所在地，於2003年10月12日正式啟用，位於香港新界將軍澳大赤沙將軍澳創新園駿才街77號，毗鄰邵氏影城。電視廣播城是香港科技園公司的最大租客，佔地逾93,000平方米，無綫電視亦是首間進駐該處的服務行業機構。

## 歷史

### 清水灣電視廣播城搬遷時期
將軍澳工業邨電視廣播城早於1998年便開始籌劃興建，以取代中2003年清水灣已約滿、不敷應用的清水灣無線電視廣播城。無綫電視已於1999年4月正式落實建議將清水灣電視城提早搬遷到將軍澳新發展區，5月初簽訂租用轉入移至香港將軍澳廣播城廠房區電視及新聞中心工業邨公司位於將軍澳創新園土地作為用途後，經過十個多月的土地探測工程後，2000年3月8日，電視廣播城舉行動土儀式，興建工程並隨即之後展開。

### 將軍澳電視廣播城啟用時期
2002年8月8日，位於將軍澳廣播城戲劇組錄影廠大樓的5個戲劇錄影廠正式投入服務，首部在新錄影廠拍攝的劇集為《血薦軒轅》。2003年4月起，位於綜藝錄影廠大樓的10個綜藝錄影廠陸續啟用，首個綜藝節目為4月5日現場直播的《2003年度勁歌金曲第一季季選》。
2003年9月20日，無綫電視新聞及公共事務資訊部於清水灣錄影廠播出最後一節晚間新聞報道後，通宵期間將所有設備搬到至將軍澳，並於9月21日啟用全新的新聞中心。
無綫電視於2003年10月12日之下午4時30分舉行開幕儀式，在現任香港特區行政長官董建華主禮下宣佈電視廣播城開幕。電視廣播城總建築面積逾11萬平方米，比較原清水灣電視城大30%，由6幢製作及行政大樓組成。此外，電視廣播城還設有衛星地面站，以及面積約12,500平方米的外景拍攝場地。整個項目總投資約22億港元，其中約有16億港元用於興建，6億港元用於數碼設備。

### 數碼電視高清廣播新紀元時代
2007年12月31日起，為配合數碼高清電視廣播年代，無綫電視在高清翡翠台啟播前，再額外投資4億港元升級廣播城的錄影設施。電視廣播城於2008年將4間高清電視錄影廠增至9間，同時建立了一個以伺服器為基礎的非線性編輯網絡，以便高清節目的後期製作，而廣播總控製室亦相應增加了高清的廣播設備。
電視廣播城曾於2009年進行翻新工程，2015年更耗資逾千萬港元進行外景拍攝場地翻新和擴建計劃。
由於電視廣播城佔地寬廣，在城內上班的員工逾千人，所以建立了不同的保安和員工配套設施，例如自己的警衛、急救、消防隊伍，甚至設置了小型消防車，應付一般的保安需要。

## 設施和建築分佈

電視廣播城的分佈圖（按圖放大）

### 廣播大樓（Main Block）
廣播大樓，為無綫電視的行政和製作工程中心，樓高11層，其中4層是廣播總控制室、配音室、剪接室等後期製作設施，其餘樓層為各部門和分公司的辦公室。這個大樓更是全工業邨中最高的一座建築物。

### 綜藝錄影廠大樓（Variety Studio Block）
內設10間綜藝錄影廠（一廠至十廠），其中最大的「一號錄影廠」（簡稱「一廠」）樓高13.5米，佔地1300平方米，設有630個固定觀眾座位，化妝間設有獨立洗頭房和2間嘉賓或主持專用的V.I.P.房，而服裝間內則設有8間更衣室。「一廠」附近設有超過500個儲物櫃供藝人使用。

### 戲劇錄影廠大樓（Drama Studio Block）
分為11廠、12廠、13廠、15廠、16廠、17廠。其中，11廠常用於拍攝處境劇，16廠於2018年結束運作，出租予其他製作公司使用，《解決師》為最後一部使用16廠拍攝的無綫電視劇集。17廠則為2019年新啟用的錄影廠，首部拍攝劇集為《愛回家之開心速遞》。

### 新聞及停車場大樓（News and Car park Block）
無綫新聞部則位於新聞和停車場大樓的地下，備有錄影廠、資料室等設施。樓上5層的停車場，就提供了約380個車位供員工使用，而大樓頂層是衛星訊號接收中心，設置了9組大型衛星天線，接收各地的衛星頻段，以供廣播總控制室和新聞部使用。

### 工場大樓（Workshop Block）
工場大樓主要是製作和存放節目所需物資的地方，包括布景和戲服設計辦公室，服裝倉、道具倉等，亦有製衣工場、木工工場，甚至汽車維修工場等部門，提供節目製作所需要的資源。而上海商業銀行更在工場大樓二樓建立了分行，為員工提供銀行服務，是香港少數在公司內部設置的銀行分行。工場大樓三樓為2012年新落成的Sky Zone，總面積達1200平方米，內設兩間大型舞蹈排練室及兩間攝影室，另設Sky Wing休憩區。

### 聯匯大樓（Link Block）
聯匯大樓是連接五棟大樓而設的建築物，2樓為佔地過萬呎、接近24小時運作的員工餐廳，分為Canteen和Cafe兩層。餐廳外的中亭和空地經常作為無綫劇集的取景地。2019年增設首間24小時營業的OK便利店。

### 外景拍攝場地
電視廣播城的外景拍攝場地佔地逾14,000平方米，乃依照舊電視城的「古裝街」及「民初街」作藍本重新設計，是香港唯一現存並獨一無二的古裝和民初拍攝場地。其中「古裝街」是參照京城大街建成，分為主街及副街，以四個主要仿古建築物為主，分別是寺院、大宅、茶寮、城門樓，再穿插衙門、商鋪等供拍攝之用，大宅內還設有荷花池和養有錦鯉的仿宮廷園林外景；而「民初街」是參考20世紀初香港和上海的街景而建，歐陸式建築風格的教堂為其中最大的建築物，另有戲院、夜總會、涼茶鋪、澡堂、米鋪、麵檔等。
2015年，無綫耗資逾千萬港元、在兩年內進行電視廣播城外景拍攝場地翻新和擴建計劃，同年10月啟用了由貨倉拆卸改建的「江南水鄉」外景場地，外景內有實景小河流和從中國內地訂製、可於河上泛舟的小木船，首部使用「江南水鄉」外景拍攝的電視劇是《味想天開》。除了「江南水鄉」外，另進行了古裝街重鋪地磚工程，以符合高清拍攝對布景質素的更高要求。其他翻新及新興建的場景包括：在「古裝街」興建可供拍攝的「山洞」場景，其中山洞的水井可注入真實的水；以《2013年度香港小姐競選》決賽舞台特別訂造的仿古歐洲火車為基礎，在「民初街」建造一個火車站，有站房和月台，並鋪有真正的火車軌和可移動的火車頭；擴闊民初街景，興建兩層高的大宅和背後商鋪；翻新「民初街」教堂旁的貨倉的飛機機艙內景，訂造全新座位及機艙設備；將17廠外圍加以裝飾成「時裝街」，外牆改裝成警局、會所、店鋪等。

## 未来发展
無綫電視早於2008年斥資數千萬港元租下將軍澳創新園另一幅約15,000平方米的地皮，供電視廣播城日後擴建之用。2012年，無綫電視公佈發展大計，計劃投資10億港元興建電視城新廠房，包括新媒體大樓及能容納數千人的大型綜藝表演館，涉及面積約20萬平方呎，預計於2012年下半年動工。
2013年初，無綫電視總經理李寶安在接受採訪時透露電視廣播城擴建詳情，將在17廠後的一幅空地興建佔地逾1萬平方米的「Grand Production Theatre」，預計2017年初落成，以配合無綫電視50週年台慶。新廠面積6,000平方米，可容納2,000名觀眾。而廠外會有4,500平方米空地作戶外表演，規劃將與現有的古裝街連接，工程龐大。
2013年5月，李寶安提到，電視廣播城擴建總投資額增至18億港元，分兩期建設，首先會興建新媒體中心。2016年初，因建築成本上升，無綫電視已決定取消電視廣播城擴建計劃，並交還早已租用供電視城擴建的將軍澳創新園地皮，下一步會轉移向深圳或廣東省內覓地興建新電視城，現時具體未有選址。

## 租務爭議
2004年6月，《香港蘋果日報》報導稱，香港科技園公司以「特別優惠」將將軍澳創新園海景用地租予無綫電視，故無綫應支付海旁地段之呎價、而非內陸地段價格；同時更指無綫地價獲「勁減」及得到優惠低利率，部份香港立法會議員質疑是否存在不公平的情況，亦有租戶不滿得不到同樣優惠。
2004年6月9日，無綫電視發表聲明回應，指電視廣播城並非《蘋果》所指的海旁地段，而為內陸地段，且貼近垃圾堆填區，無綫亦無事後更改合約條款。早於1999年2月，香港工業邨公司已經承諾，如該公司於2000年3月31日或之前公布任何將軍澳工業邨的減地價安排，無綫亦可獲得具追溯效力的寬減地價優惠。

## 圖集

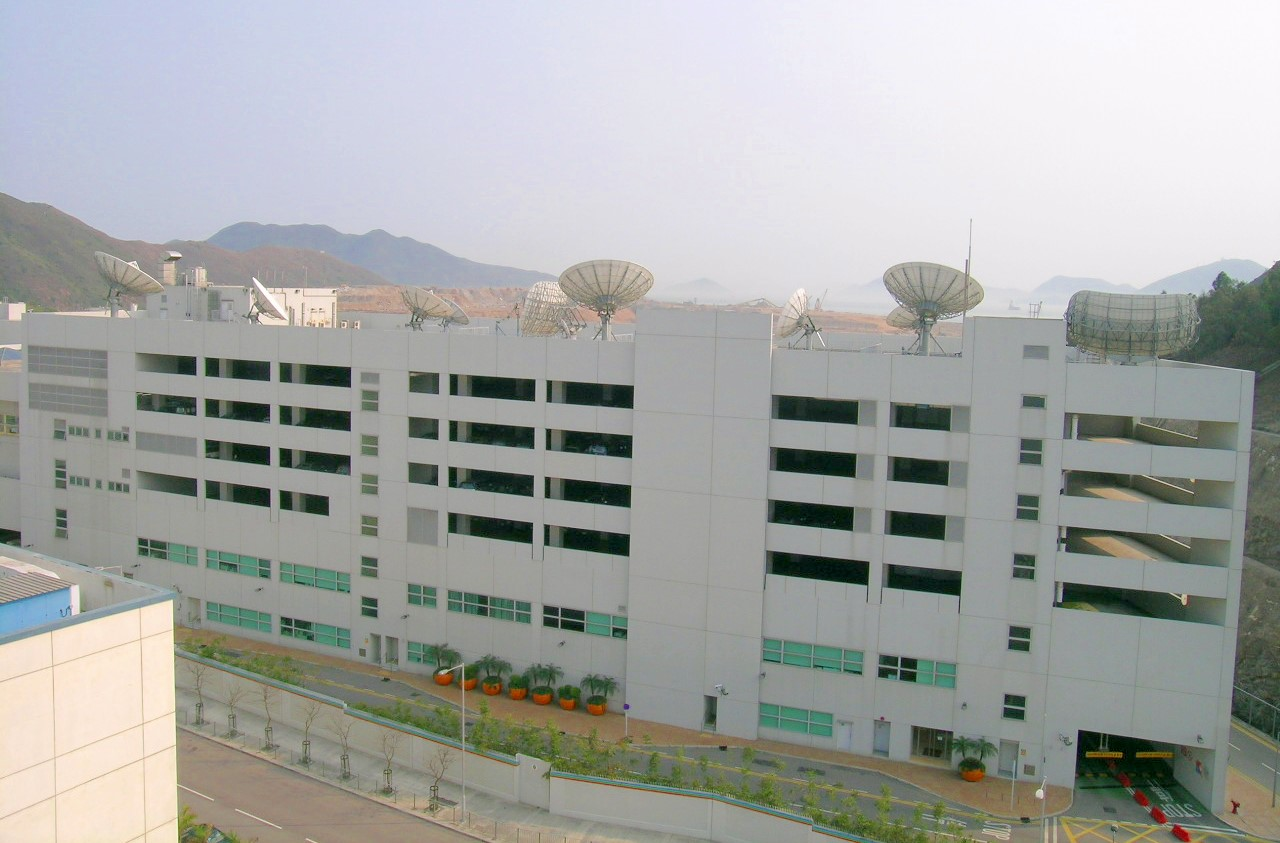
新聞及停車場大樓
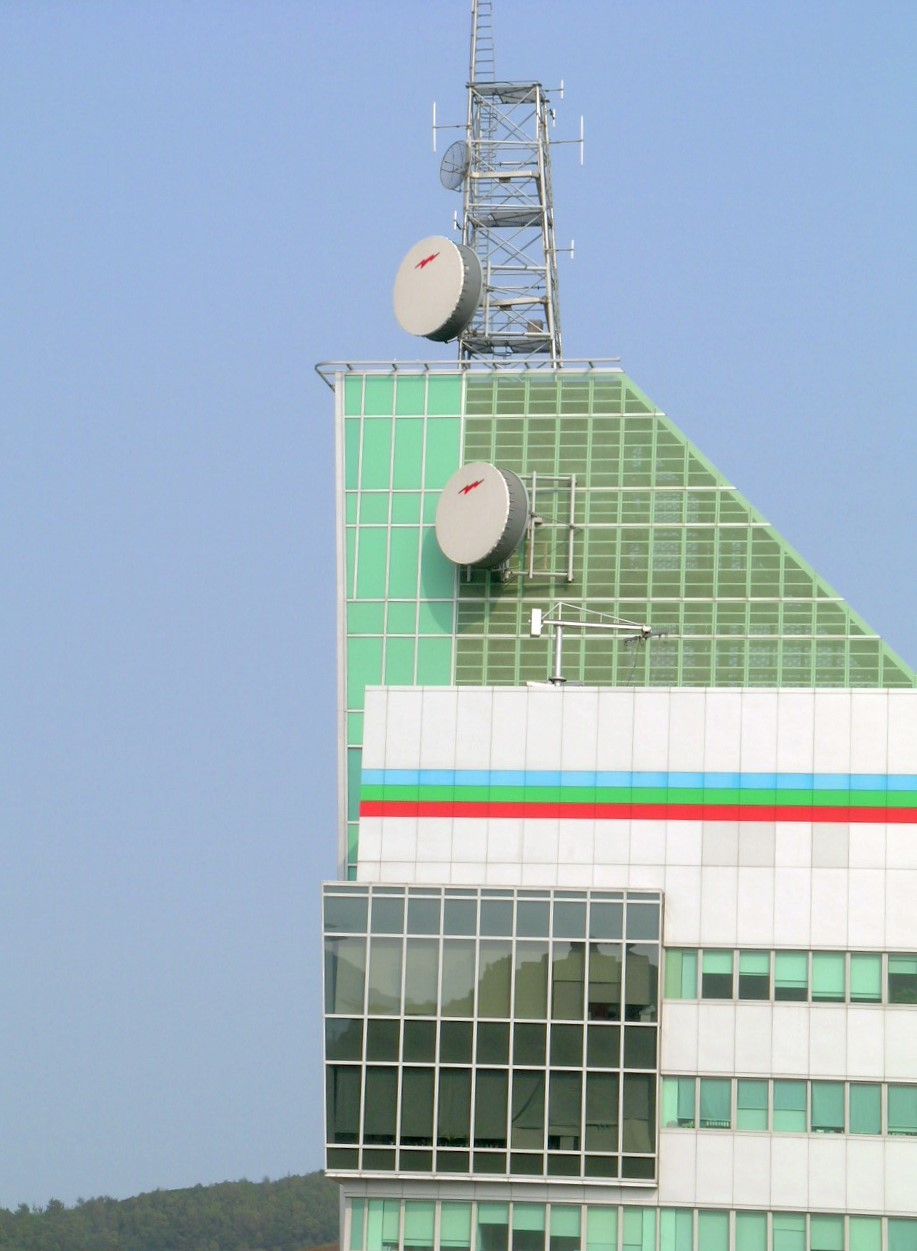
廣播大樓頂樓
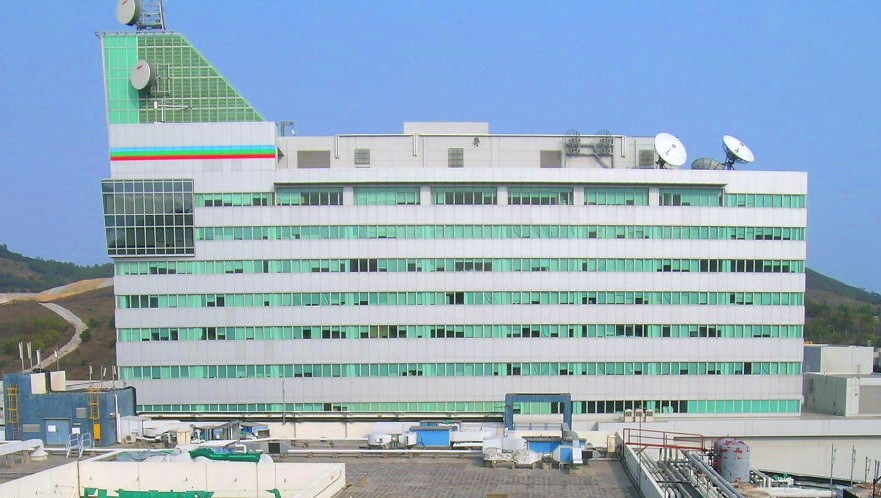
廣播大樓
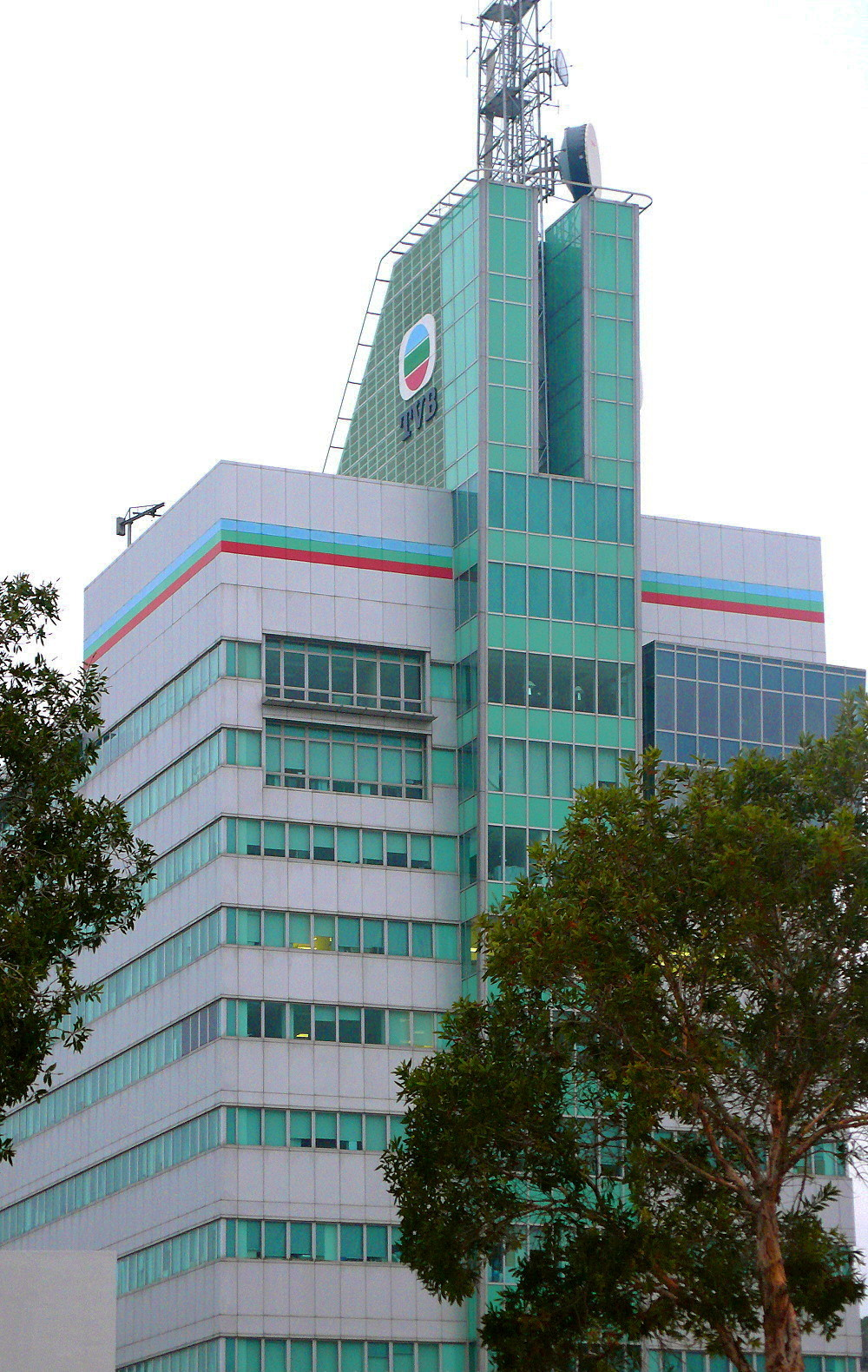
廣播大樓前方
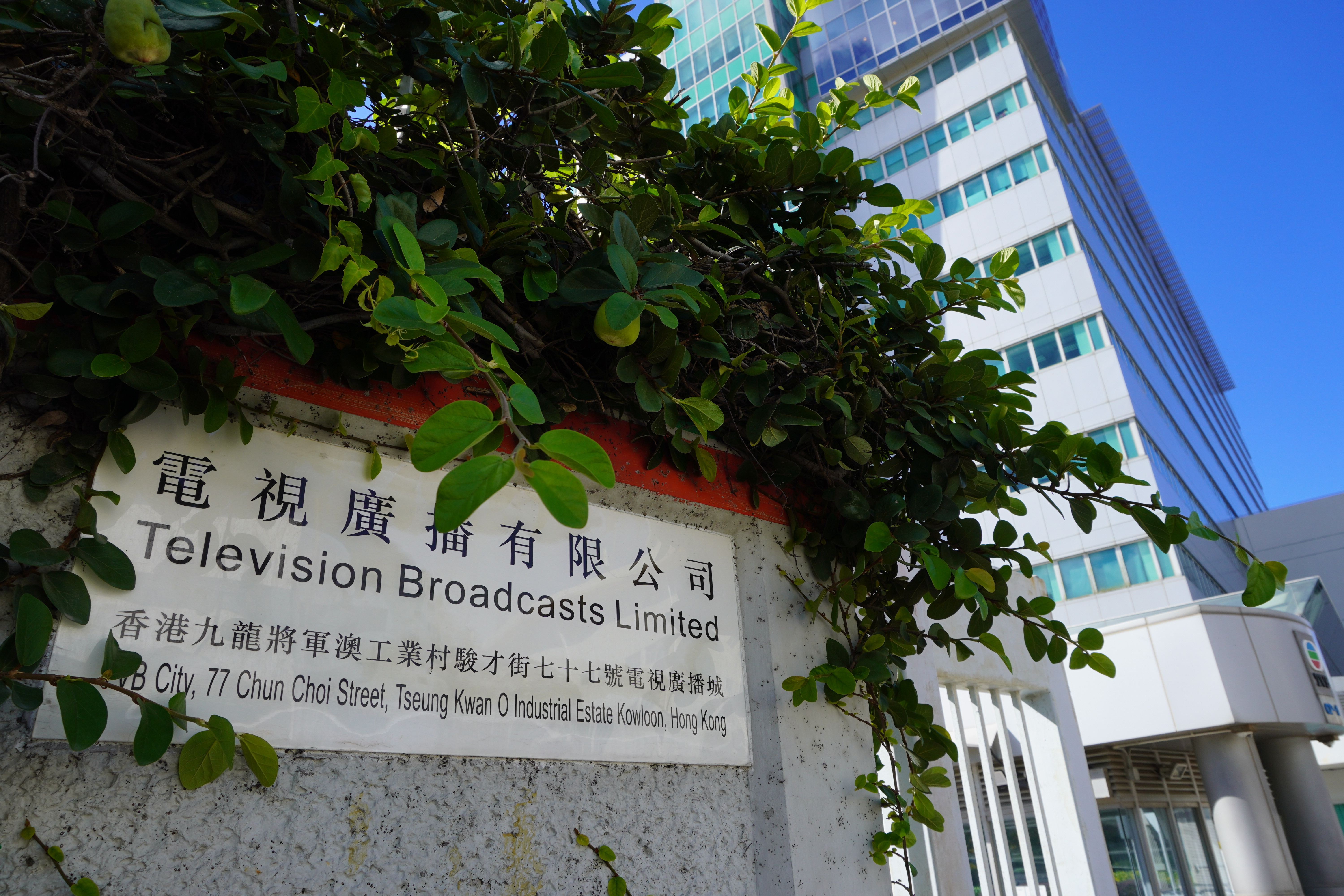
將軍澳無綫電視廣播城77號的駿才街位置

## 外部連結
- TVB.com：電視廣播城開幕典禮 （页面存档备份，存于）
- Google Map 和 Panoramio 所示的電視廣播城衛星和實境圖片